# Gangjin
Gangjin (coreeană: 강진군) este un oraș din Coreea de Sud.